# Croix-Gagnée
La Croix-Gagnée est un édifice situé dans la ville de Nancy, dans la Meurthe-et-Moselle en région Grand Est.

## Histoire
C'est un ex-voto érigé par Didier Fossier, vers 1530, en l’honneur de la victoire du duc Antoine contre les Rustauds, en 1525.
La croix en pierre du XVIe siècle dite Croix-Gagnée est classée au titre des monuments historiques par arrêté du 1er décembre 1922.
La ville de Nancy, propriétaire de ce monument historique, lance en 2019 une souscription pour sa restauration par l'intermédiaire de la Fondation du Patrimoine.

## Description
Le calvaire est situé dans la partie basse de la rue de la Croix-Gagnée à l'intersection de la rue Augustin-Hacquard.
La croix est abritée par un toit dont le plafond peint montre une colombe, Dieu le Père et un groupe d’angelots. Elle fut pendant longtemps un lieu de culte.

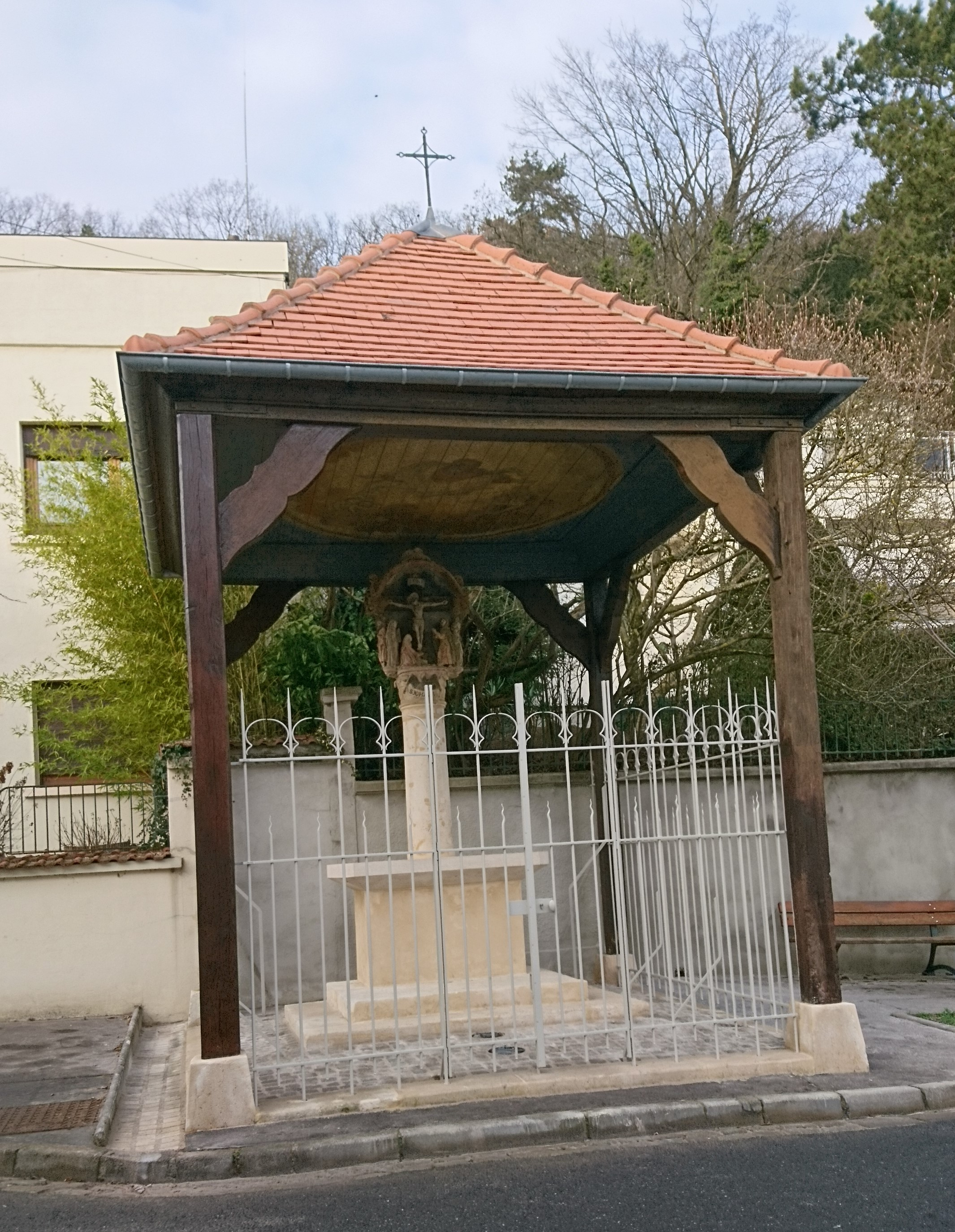
Chapelle en cours de rénovation.
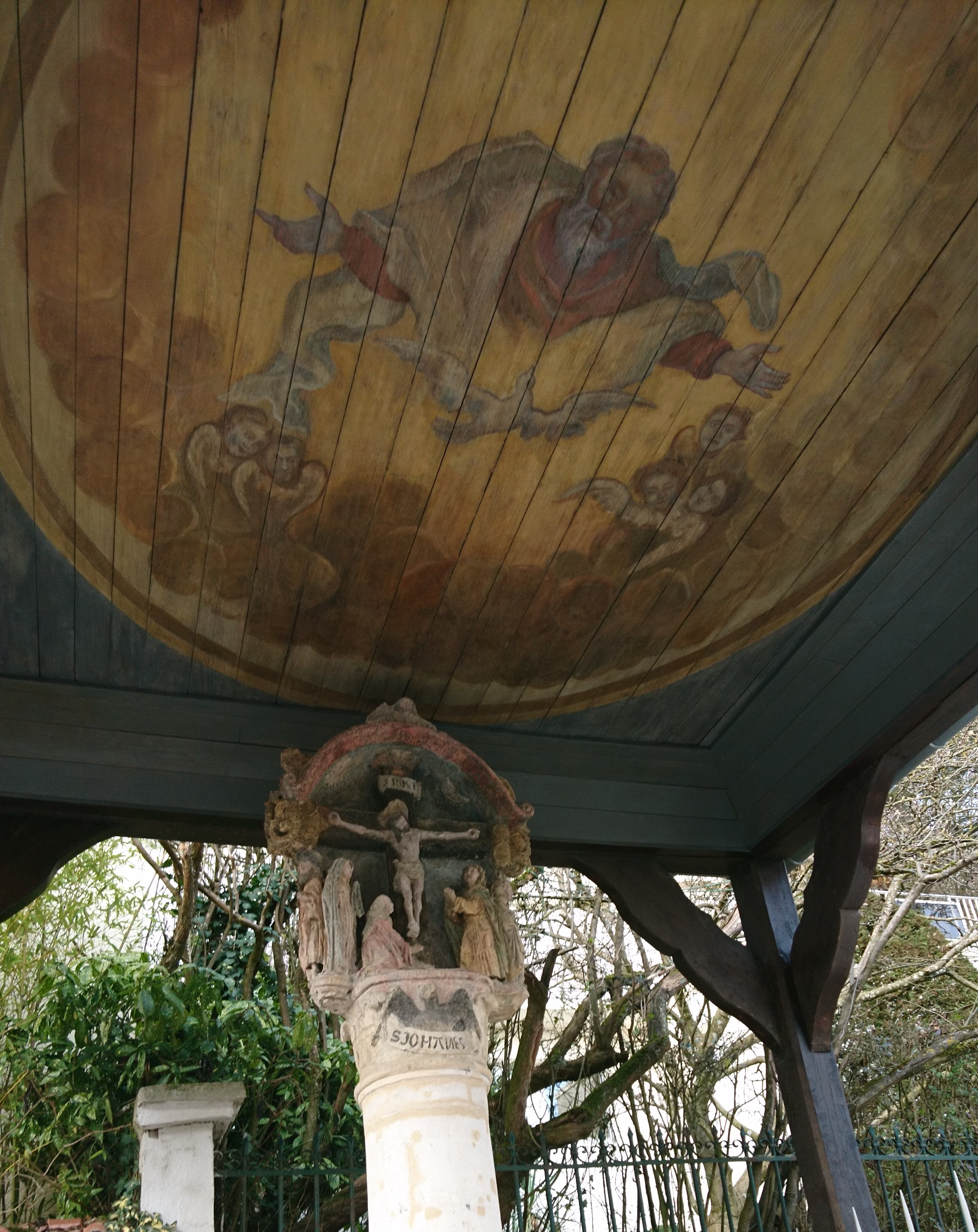
Calvaire et plafond en 2020.
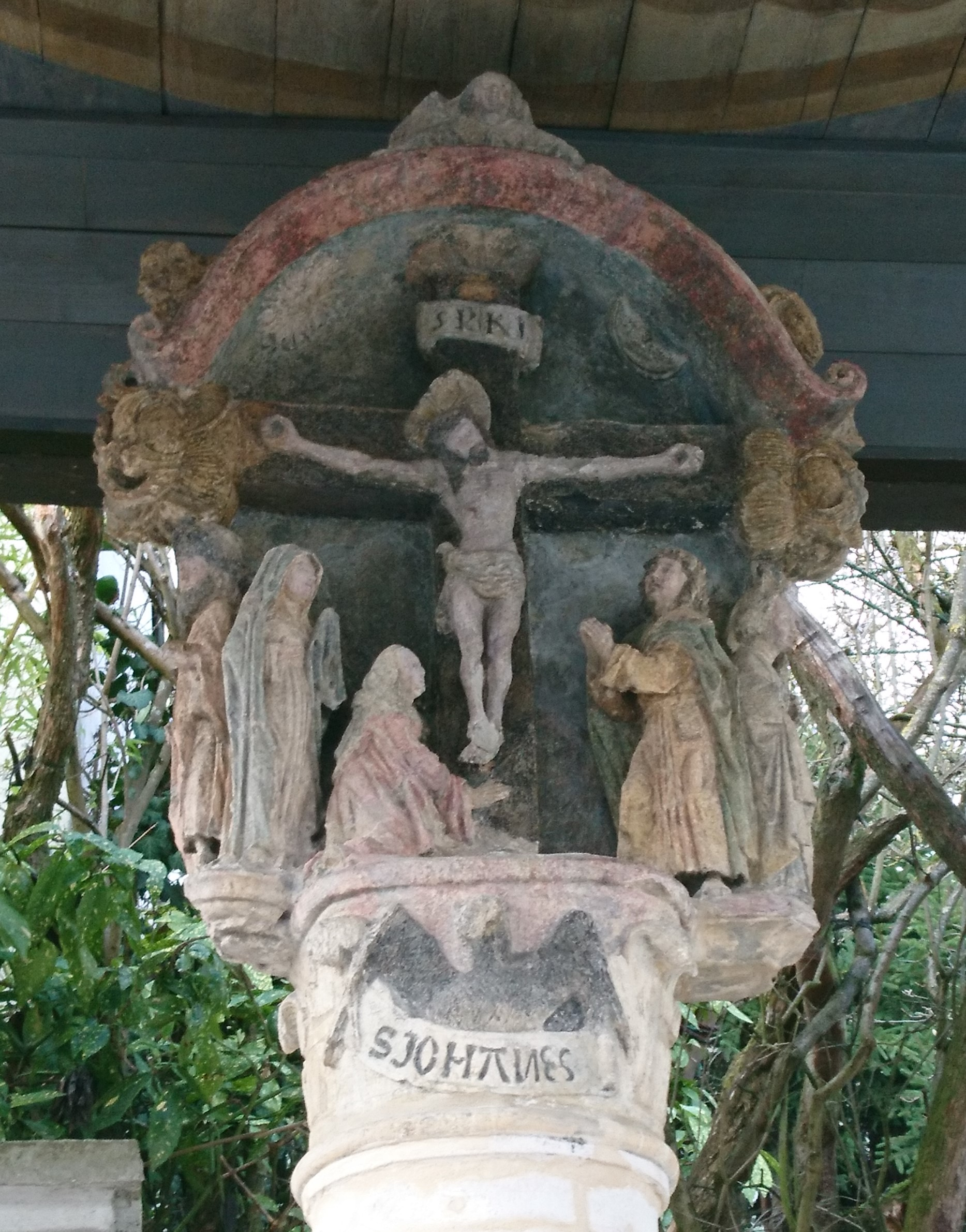
Calvaire en pierre rénové.